# Glen Campbell
Glen Travis Campbell (Billstown, 22 de abril de 1936 - Nashville, 8 de agosto de 2017) foi um músico, compositor, apresentador de televisão e actor norte-americano, que venceu diversos prémios, incluindo um Grammy. Ficou conhecido devido aos seus hits nos anos de 1960 e 1970 e por ter sido o apresentador do programa "The Glen Campbell Goodtime Hour" entre 1969 e 1972 pelo canal televisivo CBS.
Durante a sua carreira de 50 anos, lançou mais de 70 álbuns, vendendo 45 milhões de cópias e acumulando 12 RIAA Gold albums, 4 álbuns de platina e 1 álbum de dupla-platina. Entre seus inúmeros sucessos destacam-se "Wichita Lineman", "Galveston", "I'm not gonna miss you", "Southern Nights" entre outros.
Ficou famoso entre os jovens após fazer um cover da música Good Riddance (Time of Your Life) da banda Green Day e aparecer no AOL Music Sessions tocando-a.
Desde 2011 foi diagnosticado com doença de Alzheimer, tendo a doença evoluído nos últimos anos. Faleceu em Nashville, Tennessee no dia 8 de Agosto de 2017.

## Filmografia
| Year | Title                   | Role                             |
| ---- | ----------------------- | -------------------------------- |
| 1965 | Baby the Rain Must Fall | Band Member                      |
| 1967 | The Cool Ones           | Patrick                          |
| 1969 | True Grit               | La Boeuf                         |
| 1970 | Norwood                 | Norwood Pratt                    |
| 1980 | Any Which Way You Can   | Singer at Lion Dollar Cowboy Bar |
| 1986 | Uphill All the Way      | Capt. Hazeltine                  |
| 1991 | Rock-A-Doodle           | Chanticleer (voice)              |